# Geza Magyar
Geza Magyar (Hodod, 4 de marzo de 1973) es un deportista rumano que compitió en piragüismo en la modalidad de aguas tranquilas. Ganó cinco medallas en el Campeonato Mundial de Piragüismo entre los años 1994 y 2001, y dos medallas en el Campeonato Europeo de Piragüismo en los años 1997 y 2001.
Participó en tres Juegos Olímpicos de Verano entre los años 1992 y 2000, su mejor actuación fue un cuarto puesto logrado en Atlanta 1996 en la prueba de K1 500 m.

## Palmarés internacional
| Campeonato Mundial | Campeonato Mundial        | Campeonato Mundial | Campeonato Mundial |
| Año                | Lugar                     | Medalla            | Evento             |
| ------------------ | ------------------------- | ------------------ | ------------------ |
| 1994               | Ciudad de México (México) | Medalla de plata   | K4 200 m           |
| 1994               | Ciudad de México (México) | Medalla de plata   | K4 500 m           |
| 1995               | Duisburgo (Alemania)      | Medalla de bronce  | K1 500 m           |
| 1998               | Szeged (Hungría)          | Medalla de bronce  | K2 200 m           |
| 2001               | Poznań (Polonia)          | Medalla de plata   | K4 500 m           |
| Campeonato Europeo |                           |                    |                    |
| Año                | Lugar                     | Medalla            | Evento             |
| 1997               | Plovdiv (Bulgaria)        | Medalla de bronce  | K1 500 m           |
| 2001               | Milán (Italia)            | Medalla de bronce  | K4 200 m           |